# Curve deliziose
Curve deliziose è stato uno spettacolo teatrale a genere erotico ideato nel 1986 da Riccardo Schicchi. Sebbene non fosse uno spettacolo di vero e proprio sesso hardcore, fu la prima volta in Italia che venne proposto al grande pubblico un'esibizione piuttosto spinta, oltre il semplice spogliarello.

## Storia
In un primo momento il nome dello spettacolo doveva essere La zanzara blitz, che secondo Schicchi doveva rappresentare una summa della rivoluzione sessuale in Italia negli ultimi vent'anni, dal giornalino La zanzara, edito dagli studenti del liceo Parini di Milano nel 1966, al settimanale soft-erotico Blitz. Come i due giornali in questione, lo spettacolo si proponeva di infrangere i tabù della morale e dei costumi sessuali di allora e nonostante il cambio del titolo in parte riuscì nel suo scopo, portando alla ribalta un erotismo rimasto finora sommerso nei circoli privati e nightclub.
Lo spettacolo fu messo in scena nel febbraio 1986 al teatro delle Muse a Roma ed aveva come protagoniste Cicciolina, Moana Pozzi (al debutto in uno spettacolo live), Malù (più conosciuta come Ramba), e Cornelia Oltean, una ragazza rumena. Le ragazze dovevano rappresentare ciascuna una fantasia maschile differente: la Staller era l'eterna lolita, dolce e infantile ma smaliziata e disinibita, Malù-Ramba era la donna aggressiva e dominatrice con perversioni sadomaso, mentre Moana era la donna dalla sensualità più matura e procace; Cornelia era la donna-gatta dai lineamenti esotici, forse però solo figura di contorno rispetto alle forti personalità delle sue colleghe, e fra l'altro sparì dalla ribalta nel giro di poco tempo.
Nella prima tornata al Teatro delle Muse si registrò il tutto esaurito in ognuno dei 14 giorni di programmazione. La scaletta poteva variare da serata a serata, in genere comunque iniziava con l'esibizione di Moana Pozzi, allora praticamente sconosciuta, alternata a numeri di Ramba e Cornelia, che ballavano nude, la prima su musiche heavy metal, la seconda su note più pop. Nell'ultima parte si esibiva poi Cicciolina, che cantava qualche canzone in playback, sempre adornata in maniera fantasiosa e kitsch come con ali di piuma, corone, ragnatele finte e quant'altro. Non era previsto il sesso dal vivo, senz'altro ancora troppo oltraggioso per i tempi, ma Ramba e Cicciolina, al clou delle loro esibizioni, si masturbavano (o almeno lo simulavano) sul palco con degli oggetti fallici.
Sebbene ne nascesse fin dall'inizio uno scandalo sulla stampa, la prima serie di rappresentazioni filò piuttosto liscia e, visto il grande successo, non si aspettò per fare una seconda serie di repliche a marzo, questa volta al Cinema Espero di via Nomentana, sempre a Roma. Dopo poche serate però iniziarono i guai, visto che un poliziotto presente a uno spettacolo denunciò tutta l'organizzazione per atti osceni in luogo pubblico e oltraggio al comune senso del pudore.
I giornali parlarono della faccenda per mesi, seguendone gli stralci giudiziari e la pubblicità che ne ricavò l'agenzia di Schicchi Diva Futura fu enorme: fu il lancio definitivo di Moana Pozzi e la consacrazione di Cicciolina, ormai più popolare che mai. Quest'ultima un anno dopo si candidò alle elezioni politiche e fu eletta alla Camera dei deputati.
Fu pubblicata anche una registrazione in videocassetta dello spettacolo. Il fatto che fosse vietata "soltanto" ai minori di 14 anni pone dei dubbi sull'effettiva oltraggiosità dello spettacolo, che comunque rappresentò la prima esperienza del genere in Italia, il punto di partenza e la "palestra" per le successive tournée italiane ben più spinte di Cicciolina, Moana e delle altre colleghe.

## Il processo
Il processo fu istruito al Tribunale di Roma, la prima convocazione avvenne 12 marzo 1986. Erano state denunciate tutte le protagoniste, il regista Schicchi, l'impresario del teatro e addirittura anche il tecnico delle luci. Le prime donne, invitate a dichiararsi sull'oscenità dello spettacolo, si difesero dicendo che la scaletta non era fissa e lo svolgimento dipendeva in larga parte dalla reazione del pubblico. La prima udienza si svolse il 15 aprile e, giusto il tempo di leggere i capi d'accusa, fu rinviata al 5 maggio. Le ragazze di Diva Futura approfittarono comunque della trasferta in tribunale per dare spettacolo e dovendo rinunciare allo scandalo nell'aula vera e propria si rifecero davanti ai cronisti e i fotografi accorsi che, assieme ad una nutrita folla di curiosi, poterono vederle mentre distribuivano baci, scoprivano i seni e firmavano autografi. Le ragazze subirono un vero e proprio assedio dei fan, che durò più di due ore e che solo con l'intervento dei carabinieri e poliziotti riuscì in parte ad arginare.
Per motivi di ordine pubblico il processo del 5 maggio si tenne a porte chiuse. Cicciolina e Ramba, autrici della scandalosa masturbazione pubblica, con Schicchi e l'impresario Nicolino Matera vennero condannati a 6 mesi e seicentomila lire di multa, ma godettero dei benefici della sospensione condizionale della pena e la non menzione della condanna nel casellario giudiziario.
Soltanto Schicchi alcuni anni più tardi sconterà effettivamente il carcere per un'altra condanna in seguito ad un'altra delle sue provocatorie invenzioni.

## La scaletta
Questa scaletta base si basa sulla registrazione video dello spettacolo edita lo stesso anno su videocassetta con titolo omonimo. La prima parte era più soft, con le ragazze più vestite e solo gradualmente aumentava la tensione erotica. La seconda parte era più spinta e tutte le ragazze si esibivano in un nudo integrale. Una o due volte le ragazze scendevano nude tra il pubblico, il quale non essendo abituato alle performance erotiche dal vivo, andava spesso in estasi e perdendo il controllo si accalcava attorno alle ragazze per toccarle e baciarle, richiedendo spesso l'intervento degli addetti alla sicurezza.
A metà dello spettacolo di solito Cicciolina andava nuovamente tra il pubblico e lo interrogava sul sesso, spesso cogliendo anche l'occasione per lanciare una blanda educazione sessuale (sull'uso del preservativo per esempio). Quando però la platea veniva illuminata dall'occhio di bue e interrogata, perdeva la pericolosità della massa per acquisire la timidezza e le inibizioni del singolo. Qualche volta si potevano dedicare a queste interviste anche Moana Pozzi o le altre.
Per le canzoni di Ramba e di Cornelia il titolo è solo indicativo. Tutte le canzoni sono eseguite in playback.
Prima parte
| Protagonista | Musica             | Abbigliamento                                                                                            | Esibizione |
| ------------ | ------------------ | --- | --- |
| Moana Pozzi  | La gabbia          | Biancheria di pizzo nera                                                                                 | Distesa in una grande coppa di champagne cantava sdraiata, poi piano piano si alzava ballando e si scopriva il seno.                                        |
| Ramba        | Guerra             | Body nero con seno scoperto, mitra e caricatore di proiettili a tracolla                                 | Ballava cantando. |
| Cornelia     | Je t'aime          | Mantello di velo rosso, slip neri                                                                        | Ballava cantando e giocando con il mantello. |
| Cicciolina   | Brano strumentale  | Corsetto nero che scopre il pube e i seni, guanti e stivali lunghi e neri, fili di perline tra i capelli | Ballava con una torcia di fuoco, poi con un pitone vivo, infine con una frusta nera.                                                                        |
| Ramba        | Musica heavy metal | Corsetto nero e gonna di pizzo bianco                                                                    | Dopo essersi tolta la gonna rimaneva a pube scoperto; ballava con una catena, poi simulava una masturbazione con un fallo nero; concludeva con un balletto. |
| Cicciolina   | nessuna            | come nell'ultima esibizione                                                                              | Annunciava la fine della prima parte; possibili domande tra il pubblico (non incluse nella videocassetta).                                                  |

Seconda parte
| Protagonista | Musica                     | Abbigliamento                               | Esibizione |
| ------------ | -------------------------- | ------------------------------------------- | --- |
| Moana Pozzi  | Blitz                      | Biancheria di pizzo nero e guantoni da boxe | Scendeva fra il pubblico e si faceva baciare il fondoschiena; dopo essere risalita sul palco concludeva ballando a seno scoperto, piegata sulle ginocchia scuotendo i capelli. |
| Cicciolina   | La ragnatela               | Come nell'ultima esibizione                 | Ballava dietro a una struttura metallica sulla quale è intrecciata una ragnatela di filo nero, si arrampicava ballando, poi scendeva e ballava con una catena.                 |
| Cornelia     | Lions in the street        | Slip a fascia nero                          | Ballava poi sganciava lo slip rimanendo con una sola fascia nera in vita; si avvicinava al pubblico scendendo dal palco, ma non arrivando alla platea.                         |
| Moana Pozzi  | Impulsi di sesso           | Chiodo e stivali di pelle nera              | Ballava davanti a una scenografia che rappresentava una macchina con i fari puntati sul pubblico.                                                                              |
| Ramba        | Brano heavy metal          | Cintura, berretto di pelle                  | Ballava con una chitarra elettrica, poi dietro a una gabbia metallica, poi scendeva tra il pubblico con una catena, che tirava minacciosa contro chi prova a toccarla.         |
| Cicciolina   | Amore segreto poi Diamante | Corsetto nero                               | Ballava poi si sedeva e si masturbava con un oggetto fallico di vetro. |
| Tutte        | ...                        | ...                                         | Saluto al pubblico prima del sipario. |